# Halowe Mistrzostwa Świata w Lekkoatletyce 1991 – bieg na 1500 m kobiet
Bieg na 1500 m kobiet – jedna z konkurencji rozgrywanych podczas halowych mistrzostw świata w lekkoatletyce w 1991. Eliminacje odbyły się 9 marca, a finał został rozegrany 10 marca.
Do eliminacji zgłoszonych zostało 15 zawodniczek z 10 państw.
Zawody w tej konkurencji wygrała reprezentantka ZSRR Ludmiła Rogaczowa. Drugą pozycję zajęła zawodniczka z Czechosłowacji Ivana Kubešová, trzecią zaś reprezentująca Rumunię Tudorița Chidu.

## Wyniki

### Eliminacje
Źródło: 
Bieg 1
| Miejsce | Zawodniczka         | Państwo           | Wynik   | Uwagi |
| ------- | ------------------- | ----------------- | ------- | ----- |
| 1.      | Doina Melinte       | Rumunia           | 4:11,74 |       |
| 2.      | Ivana Kubešová      | Czechosłowacja    | 4:11,95 |       |
| 3.      | Yvonne Mai          | Niemcy            | 4:12,04 |       |
| 4.      | Gina Procaccio      | Stany Zjednoczone | 4:12,17 |       |
| 5.      | Jo White            | Wielka Brytania   | 4:12,39 |       |
| 6.      | Veronique Pongerard | Francja           | 4:14,30 | NR    |
| –       | Lubow Kriemlowa     | ZSRR              | DNF     |       |

Bieg 2
| Miejsce | Zawodniczka               | Państwo           | Wynik   | Uwagi |
| ------- | ------------------------- | ----------------- | ------- | ----- |
| 1.      | Tudorița Chidu            | Rumunia           | 4:09,27 |       |
| 2.      | Alisa Harvey              | Stany Zjednoczone | 4:09,45 |       |
| 3.      | Ludmiła Rogaczowa         | ZSRR              | 4:09,48 |       |
| 4.      | Ellen Kiessling           | Niemcy            | 4:10,23 |       |
| 5.      | Yvonne van der Kolk       | Holandia          | 4:10,40 |       |
| 6.      | Jo Dering                 | Wielka Brytania   | 4:13,10 |       |
| 7.      | Leah Pells                | Kanada            | 4:20,00 |       |
| –       | Rosalie Bagué Peng Gangué | Czad              | DNS     |       |

### Finał
Źródło: 
| Miejsce | Zawodniczka         | Państwo           | Wynik   | Uwagi |
| ------- | ------------------- | ----------------- | ------- | ----- |
| 01 !    | Ludmiła Rogaczowa   | ZSRR              | 4:05,09 |       |
| 02 !    | Ivana Kubešová      | Czechosłowacja    | 4:06,22 | NR    |
| 03 !    | Tudorița Chidu      | Rumunia           | 4:06,27 | PB    |
| 4.      | Doina Melinte       | Rumunia           | 4:06,65 |       |
| 5.      | Yvonne van der Kolk | Holandia          | 4:06,86 | PB    |
| 6.      | Yvonne Mai          | Niemcy            | 4:07,30 |       |
| 7.      | Alisa Harvey        | Stany Zjednoczone | 4:08,54 |       |
| 8.      | Gina Procaccio      | Stany Zjednoczone | 4:19,51 |       |
| 9.      | Jo White            | Wielka Brytania   | 4:20,72 |       |
| –       | Ellen Kiessling     | Niemcy            | DNS     |       |